# Julian Lahme
Julian Lahme (* 6. Juni 1988 in Aschaffenburg) ist ein deutscher Handballspieler.
Seine Karriere begann er bei der TG Stockstadt. In der Jugend sowie in seinem ersten Profi-Jahr spielte Lahme für den TV Kirchzell. In der Saison 2007/08 spielte er für den TBV Lemgo, wo er hauptsächlich in der Bundesliga-Reserve eingesetzt wurde. In der nächsten Saison, 2008/09, wechselte er zum TV Großwallstadt, wo er gleichzeitig ein Zweitspielrecht für den TV Kirchzell hatte. Seit 2009 spielt für den TV Gelnhausen.
Dort beendete er 2024 seine Karriere im Profibereich und schloss sich dem Oberligisten HSG Bachgau 08 an. Dort ist er nicht nur als Spieler, sondern auch als Torwart und Co-Trainer tätig. 
Lahme war im erweiterten Kader für die U20-Europameisterschaft 2008 in Rumänien.

## Sonstiges
Er ist gelernter Mechatroniker.